# Marie Lenéru
Marie Lenéru (Brest, 2 giugno 1875 – Lorient, 23 settembre 1918) è stata una scrittrice e drammaturga francese.

## Biografia
Marie Lenéru nacque a Brest nel 1875 e a soli dieci mesi rimase orfana di padre. A undici anni contrasse il morbillo, che la portò a perdere la vista e l'udito. Rimasta cieca e sorda, riuscì a proseguire la sua istruzione grazie alla madre. Con il passare del tempo riuscì a riacquisire parte della vista, abbastanza da leggere e scrivere con l'aiuto di una lente di ingrandimento. 
Nel 1908 il suo racconto "La Vivante" vinse un concorso letterario indetto da Le Journal e la portò all'attenzione di figure di spicco del mondo della cultura, inclusi Catulle Mendès, Fernand Gregh e Rachilde. Nello stesso anno scrisse la sua prima opera teatrale, Les Affranchis. L'opera fu pubblicata da Hachette nel 1910 e, nella stessa stagione, fu portata in scena al Teatro dell'Odéon per la regia di André Antoine. Il dramma le valse il Prix Émile Augier dell'Académie Française, diventando quindi la prima donna a vincere il premio. Nel 1927 la pièce fu riproposta sulle scene parigine, in cartellone alla Comédie-Française. Il successo Les Affranchis spinse altri produttori teatrali a portare in scena le sue opere: nel 1912 Le Redoutable fu portato al debutto all'Odéon, che nel 1920 ospitò la prima de La Paix; nel 1917, invece, la sua opera La Triomphatrice esordì alla Comédie-Française.
Parallelamente all'attività teatrale, scrisse anche una monografia su Louis Antoine de Saint-Just e uno studio su Helen Keller, Le Cas de Miss Helen Keller. Per volere della madre, nel 1888 iniziò a tenere un diario, a cui tornò a dedicarsi assiduamente tra il 1893 e la morte, dopo aver recuparato parzialmente la vista. Il diario fu pubblicato postumo da Georges Crès nel 1922, in un'edizione in due volumi con prefazione di François de Curel, il cui "teatro delle idee" ebbe una forte influenza sulla sua produzione teatrale.
Morì nel 1918 all'età di quarantatré anni dopo aver contratto l'influenza spagnola.